# Hohenburg
Hohenburg est une commune de Bavière (Allemagne), située dans l'arrondissement d'Amberg-Sulzbach, dans le district du Haut-Palatinat.